# Porsche 804
El Porsche 804 fue un monoplaza de Fórmula 1 de 1962, sucesor de los Porsche 718 y Porsche 787.
El motor bóxer de 8 cilindros, refrigerado por aire, entregaba 180 CV a 9.200 revoluciones por minuto, y con él consiguió Porsche sus dos únicas victorias como fabricante de chasis en F1, en el Gran Premio de Francia de 1962, y en la carrera fuera del campeonato llamada Solituderennen, en Stuttgart, con Dan Gurney como piloto. Las cotas internas de los cilindros eran 66 x 54,6 mm dando un desplazamiento de 1.494,38 cc.

## Resultados

### Fórmula 1
(Clave) (negrita indica pole position) (cursiva indica vuelta rápida)

| Año     | Motor  | Neu. | Pilotos        | 1   | 2   | 3   | 4   | 5   | 6   | 7   | 8   | 9   | Puntos | Pos. |
| ------- | ------ | ---- | -------------- | --- | --- | --- | --- | --- | --- | --- | --- | --- | ------ | ---- |
| 1962    | 753 F8 | D    |                | NED | MON | BEL | FRA | GBR | GER | ITA | USA | RSA | 18     | 5.º  |
| 1962    | 753 F8 | D    | Joakim Bonnier | 7   | 5   | DNP | 10† | Ret | 7   | 6   | 13  |     | 18     | 5.º  |
| 1962    | 753 F8 | D    | Dan Gurney     | Ret | Ret |     | 1   | 9   | 3   | 13  | 5   |     | 18     | 5.º  |
| 1962    | 753 F8 | D    | Phil Hill      |     |     |     |     |     |     |     | DNS |     | 18     | 5.º  |
| Fuente: |        |      |                |     |     |     |     |     |     |     |     |     |        |      |